# Каринтійське герцогство

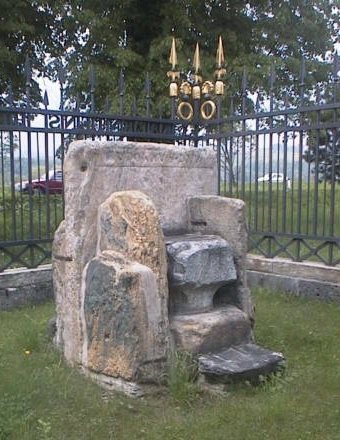
Трон для коронації князя Карантанії, Цолфельд

Каринтійське герцогство (нім. Herzogtum Kärnten, словен. Koroška, лат. Carantania, Carantanum) — одне з територіальних князівств Священної Римської імперії і коронна земля Австро-Угорщини. 1918 року на основі герцогства Каринтія була утворена федеральна земля Каринтія в складі Австрійської республіки.

## Античність
В давнину територія Каринтії входила до складу кельтського королівства Норік з центром в Норії (біля сучасного Клагенфурту). Назва «Каринтія» має, мабуть, кельтське походження, і сходить або до кельтського carant — друг, родич, або до кельтсько-іллірійського 'karn' — камінь, скеля. У 16 р. до Р. Х. ці землі увійшли до складу Римської імперії. Адміністративним центром провінції стало місто Вірун (Клагенфурт). При імператорові Діоклетіані (284—305) провінція була розділена на Приморський і Внутрішній Норік, кордоном між якими стала річка Драва в Каринтії.
У V столітті на Норік навалили племена германців. 406 року вестготи Аларіха перейшли Карнські Альпи, але були відбиті римським полководцем Стіліхоном. Після падіння 476 року Римської імперії Каринтія увійшла до складу держави Одоакра, а потім — королівства остготів. З середини VI століття в цей регіон зі сходу почали переселятися слов'яни, які швидко витіснили місцеве романізоване населення. Слов'яни в цей час входили до складу Аварського каганату, ядро якого розташовувалося на території сучасної Угорщини. До кінця VI століття авари і слов'яни підпорядкували землі верхньої течії Драви, що означало початок багатовікової боротьби з Баварією, яка також претендувала на територію Каринтії. 623 року слов'янське населення Аварського каганату підняло повстання Само і утворило власну незалежну державу на території Моравії, Нижньої Австрії, Штирії і Каринтії.

## Середньовіччя

### Карантанське князівство
Держава Само була фактично союзом слов'янських племен. Вже в 630-х роках у його складі сформувалося Карантанське князівство, яке після смерті Само в 658 році отримало незалежність. Територія Карантанії охоплювала сучасні Каринтію, Штирію і східну Словенію. Це була слов'янська держава з власною династією і особливим порядком обрання князя. Столиця розташовувалася в місті Крнський град (Карнбург) в Каринтії. 745 року в обмін на баварську підтримку проти аварів, карантанський князь Борут визнав сюзеренітет Баварії. З того часу почалася інтенсивна християнізація слов'янського населення Карантанії під керівництвом Зальцбургського архієпископа. У 788 Баварія була завойована військами Карла Великого і Карантанія увійшла до складу імперії Каролінгів.
Під владою франків князівство зберігало досить широку автономію, номінально підкоряючись маркграфам Фріулі, проте після слов'янського повстання Людевіта Посавського в 819—820 роках влада слов'янських князів була ліквідована. Карантанія була розділена на декілька марок на чолі з німецькими графами. Це послужило поштовхом до масової роздачі земель німецьким феодалам і церкві. У 870-х роках карантанські марки були об'єднані Арнульфом Каринтійським, який пізніше (896 року) став імператором. Але вже в 895 Каринтія знов була повернена Баварії.

### Утворення Каринтійського герцогства
976 року, після повстання баварського герцога Генріха II Норовистого, імператор Оттон II відокремив від Баварії східні марки і створив з них єдину державу — герцогство Велика Карантанія на чолі з герцогом Генріхом I Молодшим (976—978, 985—989) з династії Луїтпольдингів. До складу нової держави увійшли території Каринтії, Штирії, Словенії, Фріулі, Істрії і Верони. Ядром герцогства стала Каринтія. Проте ця держава відрізнялася крайньою неміцністю: вся її територія була розділена на декілька марок, на чолі кожної з яких перебувала власна династія, тоді як герцоги Карантанії (або Каринтії, як їх стали називати в цей час) часто змінювалися імператорами, а інколи взагалі не призначалися. На цей період припадає нова хвиля німецьких колоністів, внаслідок чого слов'янське населення було повністю витиснене з північної Каринтії. Одночасно посилилася влада католицького духівництва, в Каринтії було засноване єпископство Гурк і Лавант, надбавши значні земельні володіння в герцогстві.
На період правління династії Еппенштейнів (1073—1122) припадає пік ослаблення державної влади в Каринтії. У цей період Штирійська, Крайнська і Істрійська марки повністю відокремилися від герцогства, що зберегло лише територію приблизно відповідну сучасній федеральній землі Каринтія. Проте, після приходу до влади в Каринтії 1122 року династії Спанхейм, герцогство, незважаючи на зменшення території, почало зміцнюватися. Скориставшись політичним вакуумом у Крайні, герцоги Каринтії підпорядкували значні землі в цьому маркграфстві. При Германі Спанхеймі (1161—1181) Клагенфурт став великим містом і фактичною столицею держави. Герцогам удалося також вивести Гуркське єпископство з підпорядкування Зальцбургу, що сильно зміцнило авторитет каринтійських монархів. У середині ХІІІ століття герцоги Каринтії, спираючись на міцний союз з Богемією, розгорнули боротьбу з Австрією за владу над Крайною. Ця боротьба завершилася приєднанням Крайни до Каринтії 1248 року. Проте 1268 року помер останній представник династії Спанхеймів Ульріх III, який заповів свої володіння королю Богемії Оттокару II.

### Встановлення влади Габсбургів
1269 року Каринтія перейшла у володіння королю Богемії Оттокару II. Проте його конфлікт з імператором Рудольфом I Габсбургом завершився в 1276 році поразкою і розділом його володінь. Каринтія була передана графам Тірольським, союзникам імператора. Тірольська династія в герцогстві припинилася 1335 року і за угодою з Баварією Каринтія була передана Габсбургам. Вона увійшла до складу австрійських володінь і залишалася під владою габсбурзької династії до 1918 року. У другій половині XIV століття спадкові землі Габсбургів неодноразово ділилися між різними гілками цієї династії. Каринтія по розділах 1396 і 1411 років була закріплена за штирійською лінією. Лише 1457 року герцогство було знов включене до складу єдиної австрійської держави, а каринтійський герцог Фрідріх III з 1452 став імператором Священної Римської імперії.

### Турецькі вторгнення і Селянський союз
Наприкінці XV століття Каринтія була розорена тривалими війнами з Угорським королівством, а потім почалася османська навала на графство. Це катастрофічним чином позначилося на економіці Каринтії: різко зменшилася чисельність населення, було покинуто багато населених пунктів, особливо в східних областях, постраждало сільське господарство і гірські промисли. Нездатність Габсбургів чинити реальний опір туркам привела до виникнення в Каринтії селянського руху, відомого під назвою Віндського союзу, який самостійно організував відсіч туркам у 1514—1515 роках. Рух, проте, незабаром був придушений Габсбургами. Боротьба з турками викликала до життя особливий стиль фортифікаційних споруд Каринтії, яскравим прикладом якого став замок Гохостервіц. 1500 року до складу габсбургських володінь увійшло графство Гориція, останнє незалежне світське володіння, що мало лени на території Каринтії.

## Новий час

### Реформація і Контрреформація
З початку XVI століття до Каринтії почало проникати протестантизм. Центром Реформації став Філлах. За Аугсбурзьким релігійним миром 1555 року протестанти дістали можливість вільного сповідання своєї релігії. З протестантських течій у Каринтії найбільшого поширення набув кальвінізм. 1578 року герцог Внутрішньої Австрії Карл II затвердив закон про свободу віросповідання в Каринтії і Крайні. Проте з приходом до влади його сина ерцгерцога Фердинанда наприкінці XVI століття в країну проникли єзуїти, які очолили боротьбу з Реформацією. Фердінанд 1619 року став володарем Австрії і імператором Священної Римської імперії. Це дало новий поштовх контрреформації в Каринтії. 1628 року країну були вимушені покинути дворяни-протестанти. У XVIII столітті залишки протестантів Каринтії переселилися в Трансильванію і Банат.

### Освічений абсолютизм і Наполеонівські війни
У другій половині XVIII століття в Каринтії, як і в інших володіннях Габсбургів, розгорнулися реформи освіченого абсолютизму. Урбаріальні патенти Марії Терезії 1771—1778 років зафіксували феодальні повинності селян, скоротили панщину, встановили мінімум селянського наділу і підтвердили право свободи переходу, дозволено також було викупляти спадкові права на землю. 1775 року були ліквідовані внутрішні митниці між різними землями у складі імперії Габсбургів. 1779 року створена система державної шкільної освіти. 1781 року проголошена свобода віросповідання християнських конфесій. При Йосифі II були обмежені права провінційних ландтагів, а всі території імперії об'єднані в 13 провінцій. Каринтія увійшла до однієї з таких провінцій разом зі Штирією і Крайною, що означало ліквідацію самоврядності герцогства. Лише 1790 року було відновлено старий адміністративний поділ, і Каринтія знов знайшла статус окремої коронної землі. 1787 року князь-єпископ Гурка переїхав до Клагенфурта, і було утворено нову єпархію, що включала всю територію Каринтії — єпископство Клагенфурт—Гурк. 1797 року територія Каринтії стала ареною бойових дій між армією Наполеона і військами Габсбурзької імперії. 1805 року Штирія знов була окупована французькими військами, а за умовами Шенбруннського договору 1809 року велика частина Каринтії була передана новому утворенню, що знаходиться під управлінням Франції, — Іллірійським провінціям. Під час французького панування в Каринтії були проведені широкі реформи, здійснена емансипація євреїв, заохочувалося вживання словенської мови. У складі Іллірійських провінцій Каринтія залишалася до 1813, коли була знов завойована Австрією. З 1849 року Каринтія складає окрему коронну землю.